# Melitturga
Melitturga (лат.) — род пчёл из семейства Andrenidae.

## Распространение
Распространены в Европе, Азии и Южной Африки. В роде насчитывается 15 видов.

## Описание
Пчёлы средних размеров, в длину достигают 12-13 миллиметров, имеют чёрную окраску с жёлтыми пятнами на клипеусе. Первый сегмент лобных щупиков длиннее 2-4-го, вместе взятых. Усики булавовидные, тело имеет густое опушение длинными светло-коричневыми волосками. Глаза у самцов очень большие. Пигидиальная пластинка самцов хорошо развита, раздвоенная. Гоностили чуть длиннее пениальных вальв. Летние формы, некоторые олиголекты.

## Гнездо
Гнездо устраивают в земле. Гнездится также могут и колониями.

## Классификация
В составе рода выделяют следующие виды:
- вид: Melitturga albescens Pérez, 1895
- вид: Melitturga barbarae Eardley, 1991
- вид: Melitturga capensis Brauns, 1912
- вид: Melitturga caucasica Morawitz, 1878
- вид: Melitturga caudata Perez, 1879
- вид: Melitturga clavicornis (Latreille, 1806)
- вид: Melitturga flavomarginata Patiny, 2000
- вид: Melitturga krausi Schwarz, 2003
- вид: Melitturga mongolica Alfken, 1936
- вид: Melitturga oraniensis Lepeletier, 1841
- вид: Melitturga penrithorum Eardley, 1991
- вид: Melitturga pictipes Morawitz, 1892
- вид: Melitturga praestans Giraud, 1861
- вид: Melitturga rubricata Morice, 1916
- вид: Melitturga spinosa Morawitz, 1892
- вид: Melitturga syriaca Friese, 1899
- вид: Melitturga taurica Friese, 1922